# Dilobocondyla sebesiana
Dilobocondyla sebesiana är en myrart som beskrevs av Wheeler 1924. Dilobocondyla sebesiana ingår i släktet Dilobocondyla och familjen myror. Inga underarter finns listade i Catalogue of Life.